# 前ノ川町
前ノ川町（まえのかわちょう）は、愛知県名古屋市西区の地名。

## 歴史

### 町名の由来
町内に小川があったことによるという。

### 沿革
- 1871年（明治4年） - 名古屋村の一部により、愛知郡前ノ川町が成立[3]。
- 1878年（明治11年）12月20日 - 名古屋区編入により、同区前ノ川町となる[3]。
- 1889年（明治22年）10月1日 - 名古屋市成立により、同区前ノ川町となる[3]。
- 1905年（明治38年） - 祖父江利一郎が御幸毛織の前身となる染工場を建設[4]。
- 1908年（明治41年）4月1日 - 西区編入により、同区前ノ川町となる[3]。
- 1980年（昭和55年）10月12日 - 堀川部分を残し、西区城西三丁目・城西四丁目・城西五丁目・数寄屋町にそれぞれ編入される[3]。